# Xi Aquarii
Xi Aquarii (ξ Aqr / 23 Aquarii) es una estrella en la constelación de Acuario de magnitud aparente +4,69, conocida también por el nombre de Bunda.
Se encuentra a 179 años luz de distancia del sistema solar.
Xi Aquarii es una estrella blanca de la secuencia principal de tipo espectral A7V.
Tiene una temperatura superficial de 7925 K y una luminosidad 36 veces superior a la luminosidad solar, superior a la de otras estrellas A7V como θ Cassiopeiae, λ Piscium o 79 Tauri.
Ello es consecuencia de su mayor masa —2,2 veces mayor que la masa solar—, así como su estado evolutivo más avanzado, pues ya ha recorrido el 85% de su trayecto dentro de la secuencia principal.
Su diámetro angular estimado, 0,67 milisegundos de arco, permite evaluar su radio, siendo éste cuatro veces más grande que el radio solar.
Gira sobre sí misma con una velocidad de rotación igual o mayor de 165 km/s.
Xi Aquarii presenta una metalicidad ligeramente inferior a la solar ([Fe/H] = -0,03).
Entre los distintos elementos evaluados, hay algunas deficitarios como estroncio y níquel. Por el contrario, otros son sobreabundantes como cobalto y neodimio, este último casi ocho veces más abundante que en el Sol ([Nd/H] = +0,89).
Xi Aquarii es una binaria cuyo período orbital es de 8016 días.
La órbita es considerablemente excéntrica (e = 0,54).
Nada se sabe sobre su compañera estelar.